# Nikolái Liubímov
Nikolái Mijáilovich Liubímov (1912-1992) es un traductor ruso de literatura española. Nació en Moscú. Estudió en el Instituto de Lenguas Extranjeras Modernas y trabajó en la editorial Academia. En los años 1930, fue arrestado y desterrado a Arcángel. Después de su exilio trabajó como traductor de ficción. Fue galardonado con el Premio Estatal (1978) por su contribución a La Biblioteca de la Literatura Mundial en 200 volúmenes, publicada en la URSS.
Su traducción de El ingenioso hidalgo Don Quijote de la Mancha es un clásico y una de sus obras principales. Es considerada la mejor traducción de la novela inmortal al ruso. Lubímov tradujo también otra novela de Cervantes, Los trabajos de Persiles y Sigismunda.
Lubímov tradujo también de otras lenguas, como el francés (François Rabelais, Molière, Pierre-Augustin de Beaumarchais, Guy de Maupassant, Alphonse Daudet, Charles de Coster, Prosper Mérimée, Gustave Flaubert) y el italiano (Giovanni Boccaccio).
Es autor de varios libros, como  La traducción es un arte, Memorias lingüísticas, Palabras incombustibles, Luz imperecedera y El verano pasado.